# Clayton, Ohio
Clayton är en stad (city) i Montgomery County i Ohio. Vid 2020 års folkräkning hade Clayton 13 310 invånare.